# Sally Long
Sally Long (née le 5 décembre 1901 à Kansas City et morte le 12 août 1987 à Newport Beach) est une danseuse et une actrice du cinéma muet.

## Biographie

### Sa carrière de danseuse
Elle fit partie des Ziegfeld Follies et Florenz Ziegfeld aurait pris une assurance de 100 000 $ contre la possibilité qu'elle tombe amoureuse ou se marie.
Elle aurait inspiré au compositeur Milton Ager la chanson I Wonder What's Become of Sally.

### Sa carrière d'actrice
Sa première apparition au cinéma date de 1918 dans Perfectly Fiendish Flanagan; or, The Hart of the Dreadful West. 
Elle eut plusieurs rôles secondaires dans  quelques films muets (dont plusieurs avec Marguerite De La Motte) avant que sa carrière ne s'arrête en 1930 après l'avènement du parlant.
Elle fut l'une des WAMPAS Baby Stars de 1926 aux côtés de Joan Crawford.
Elle est la veuve du compositeur Jean Schwartz (1878-1956).

## Filmographie partielle
- 1918 : Perfectly Fiendish Flanagan; or, The Hart of the Dreadful West de Saul Harrison
- 1926 : The Fighting Buckaroo de Roy William Neill
- 1926 : Going the Limit de Chester Withey
- 1926 : Fifth Avenue de Robert G. Vignola